# Good Morning Call愛情起床號
《Good Morning Call 愛情起床號》是高須賀由枝的漫畫書。

## 電視劇
《Good Morning Call 起床啦》改編自高須賀由枝的暢銷漫畫書的原創戲劇影集，這部漫畫在1997年到2002年間在集英社的少女漫畫雜誌「Ribon」連載。同時於2016年至2017年富士電視台網站與Netflix網路平台上播出的原創日劇影集。

### 故事大綱
高中女學生吉川菜緒（福原遙飾）因父母有其他要事須搬至鄉下，開始一個人獨居，而因為受仲介詐騙之故，與上原久志（白石隼也飾）同住一個屋簷下的故事就此展開。

### 演員表
| 飾演角色   | 演員       | 介紹                                                   |
| ---------- | ---------- | ------------------------------------------------------ |
| 吉川菜緒   | 福原遙     | 性格坦率女高中生                                       |
| 上原久志   | 白石隼也   | 與吉川菜緒意外同居的男高中生，校園人氣王，三大帥哥之一 |
| 篠崎大地   | 櫻田通     | 吉川菜緒的青梅竹馬，三大帥哥之一                       |
| 上原百合   | 森繪梨佳   | 上原久志的嫂嫂                                         |
| 绀野麻理奈 | 荒井萌     | 吉川菜緒從國中時代的好友 高中同班同學                  |
| 佐多一星   | 健太郎     | 一番星拉麵店的第二代 （吉川菜緒打工地方）              |
| 光石憂一   | 永嶋柊吾   | 吉川菜緒的高中同班同學                                 |
| 阿部順     | 長澤航也   | 吉川菜緒與上原久志同級生                               |
| 草剃奈奈子 | 田中日奈子 | 咖啡店老闆的女兒 （上原久志打工地方）                  |
| 上原卓也   | 田中圭     | 上原久志的哥哥                                         |

### 製作團隊
| 項目     | 作者       |
| 原作     | 高須賀由枝 |
| 編劇     | 鹿目惠子   |
|          | 鈴木裕那   |
|          | 大林利江子 |
| 監製     | 岡本真由子 |
|          | 佐佐木章光 |
| 導演     | 河原瑶     |
|          | 藤尾隆     |
| 配樂     | 笹野芽実   |
| 制作著作 | 富士電視台 |

## 外部連結
- 豆瓣电影上《Good Morning Call愛情起床號》的資料 （简体中文）